# Phillipstown (Nouvelle-Zélande)

Phillipstown est une petite banlieue interne de la cité de Christchurch, située dans l’Île du Sud de la Nouvelle-Zélande.

## Situation
Elle siège au sud-est du centre de la cité de Christchurch, étant bordée par Cashel Street vers le  nord, Aldwins Road vers l’est, Ferry Road vers le sud et Fitzgerald Avenue vers l’ouest .

## Bâtiments
L’église du Bon Pasteur (en), est un bâtiment de Catégorie I du patrimoine, enregistrée par  New Zealand Historic Places Trust, était localisée dans la banlieue jusqu’à sa déstruction à la suite du tremblement de terre de Christchurch de 2011 

## Démographie
Phillipstown couvre 0,93 km2
Le secteur a une  population estimée à 4 302 résidents en juin 2021 avec une densité de population de 4 645 personnes par km2.
La banlieue de Phillipstown avait une population de 4 014 habitants lors du recensement de 2018 en Nouvelle-Zélande, en augmentation de 396 personnes (10,9 %) depuis le  recensement de 2013, et une augmentation de 699 personnes (21,1 %) depuis le recensement de 2006 census.
Il y avait 1 668 logements.
On notait la présence de 2 124 hommes et 1 893 femmes, donnant un sexe ratio de 1,12 homme pour une femme.
L’âge médian était de 32,2 ans (comparé avec les 37,4 ans au niveau national), avec 621 personnes (15,5 %) âgées de moins de 15 ans, 1 206 personnes (30,0 %) âgées de 15 à 29 ans, 1 869 personnes (46,6 %) âgées de 30 à 64 ans, et 318 personnes (7,9 %) âgées de65 ans ou plus.
L’ethnicité était pour 61,8 % européens/Pākehā, 16,0 % Māori, 8,2 % personnes du Pacifique, 23,2 % asiatiques, et 4,0 % d’une autre ethnicité (le total peut faire plus de 100 % dans la mesure où une personne peut s’identifier de multiples ethnicités).
La proportion de personnes nées outre-mer était de 33,0 %, comparée avec les 27,1 % au niveau national.
Bien que certaines personnes objectent à donner leur religion, 47,0 % n’avaient aucune religion, 32,5 % étaient chrétiens, 5,7 % étaient hindouistes, 1,5 % étaient musulmans, 0,7 % étaient bouddhistes et 6,4 %  avaient une autre religion.
Parmi ceux d’au moins 15 ans d’âge, 618 personnes (18,2 %) avaient un  niveau de bachelier ou un degré supérieur et 678 personnes (20,0 %) n’avaient aucune qualification formelle.
Le revenu médian était de 27,500 $, comparé avec les 31,800 $ au niveau  national.
Le statut d’emploi de ceux d’au moins 15 ans d’âge était pour 1,794 personnes (52,9 %): un emploi à plein temps, pour  432 personnes (12,7 %) : un emploi à temps partiel et 213 personnes (6,3 %) étaient sans emploi 

## Éducation
- L’école de  Phillipstown School est une école primaire complète qui a ouvert en 1877 [4].

Elle a fusionné avec l’école  de Woolston School en 2015 pour former Te Waka Unua School sur le site de Woolston .